# ABC (periódico)
ABC es un diario español de tendencia conservadora. Fue fundado en 1903 y ha venido editándose desde entonces. Entre sus señas de identidad destaca el formato: se edita con grapa y en formato folio, arrevistado; también la presencia de un artículo de opinión de la tercera página, denominado genéricamente «La Tercera». ABC cuenta con once ediciones en España, entre las que destacan especialmente, por antigüedad y presencia, las de Madrid y Sevilla.

## Historia

### Fundación y primeros años

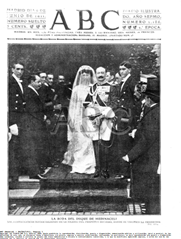
Portada del 6 de junio de 1911

Fue fundado en Madrid el 1 de enero de 1903 por Torcuato Luca de Tena y Álvarez-Ossorio. En sus orígenes fue un semanario, aunque se convirtió en un bisemanario en junio del mismo año de aparición, de nuevo en semanario en 1904 y, tras un periodo durante el cual no se publicó, comenzó a distribuirse diariamente de forma definitiva a partir del 1 de junio de 1905. En el contexto de la Primera Guerra Mundial mantuvo una posición germanófila. Durante la dictadura de Primo de Rivera el ABC se encontraba en el grupo de publicaciones que apoyaban al régimen, desde una «crítica complacencia» como ha señalado algún autor.
El 12 de octubre de 1929 nació el ABC de Sevilla, al que el ABC de Madrid aportó su doctrina, textos e incluso las páginas de huecograbado. Esta edición, nacida en los estertores de la dictadura de Primo de Rivera, se terminaría consolidando durante la década de 1930 bajo la dirección de Juan Carretero Luca de Tena.
Durante el periodo de la Segunda República el ABC conquistó la posición de liderazgo entre la prensa conservadora —espacio que hasta entonces había retenido el católico El Debate—. En estos años, debido a su línea editorial conservadora, monarquizante y antirrepublicana, que iría evolucionando paulatinamente hacia las posturas más antiliberales y autoritarias, atravesó diversas vicisitudes. En agosto de 1932 la circulación del diario fue suspendida temporalmente por las autoridades republicanas tras el fallido golpe de Estado liderado por el general José Sanjurjo. A pesar de ello, se mantuvo como uno de los periódicos más vendidos de esta época —con una tirada de 100.000 ejemplares—.
En el ámbito internacional, ABC tuvo una línea editorial favorable a la Alemania nazi y de hecho, poco después de la llegada al poder de Hitler, el diario llegó incluso a aplaudir algunas de sus medidas antisemitas. Es en esta época cuando desde sus páginas se daban a conocer al público obras de conocidos propagandistas del antisemitismo como Ferrari Billoch, Hugo Wast, el duque de la Victoria o el mismo Adolf Hitler con su Mi lucha.
Paralela al ABC también continuó la publicación de la revista gráfica Blanco y Negro.

### La guerra civil

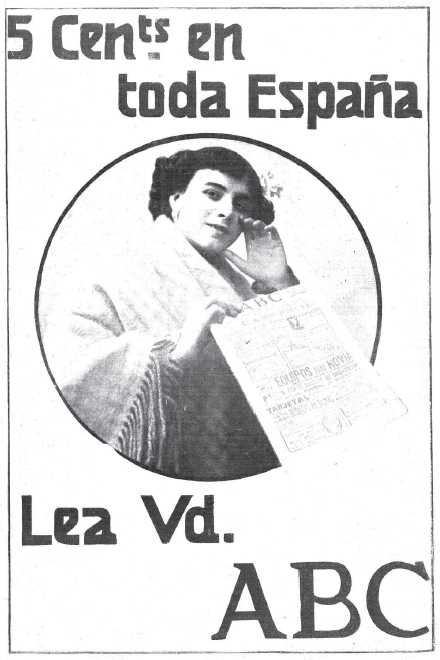
Publicidad del diario ABC del 14 de abril de 1909.

El estallido de la guerra civil española hizo que cada edición del periódico quedara en un bando distinto de la guerra: ABC de Madrid en el bando republicano y ABC de Sevilla en el bando sublevado, este último bajo la dirección de Luca de Tena. Durante la contienda el ABC de Sevilla vivió una época dorada, pues pasó a ocupar el espacio que hasta entonces había ejercido la edición principal de Madrid. En el periodo 1936-1939 el diario tuvo un espectacular incremento en la tirada de ejemplares, duplicando sus ventas. Además, por sus páginas pasaron algunos de los autores e intelectuales más importantes del momento. Sin embargo, las relaciones con el poder fueron complejas: su director, Juan Carretero Luca de Tena, fue destituido en varias ocasiones por sus roces con las autoridades franquistas.
Situación distinta fue la vivida en la edición madrileña de ABC. El 20 de julio de 1936 las oficinas de Prensa Española en la calle de Serrano pasaron a quedar controladas por los propios trabajadores. El periódico pasó a ser gestionado por Unión Republicana, que lo convirtió en su órgano de prensa. El diario permaneció clausurado unos días, volviendo a aparecer nuevamente el 25 de julio con una gran cabecera que daba vivas a la República. A lo largo de la contienda por la dirección pasarían Augusto Vivero, Elfidio Alonso y Mariano Espinosa. La falta de papel y la censura gubernativa afectaron seriamente al periódico, que se vio obligado a reducir su tamaño y contenido. En agosto de 1938 su distribución apenas alcanzaba los 8.000 ejemplares diarios y en marzo de 1939 el periódico consistía en un cuadernillo de cuatro páginas. El 28 de marzo de 1939 salió a la calle el último número del ABC republicano. Al día siguiente, tras la entrada en Madrid de las fuerzas franquistas, el ABC de Madrid volvió a salir a la calle editado por sus antiguos dueños —con una portada dedicada a Franco.

### La dictadura de Franco
La ley de prensa de 22 de abril de 1938, obra de Ramón Serrano Suñer, suprimirá la prensa republicana, convirtiendo al conjunto de la prensa restante en una institución al servicio del Estado, transmisor de valores oficiales e instrumento de adoctrinamiento político. En este contexto, el ABC se convertirá en uno de los periódicos más importantes para el sostenimiento de la dictadura. Durante algunos momentos del franquismo el ABC llegó a tener una tirada de 100.000 ejemplares — a la par que otros diarios editados en Madrid, como Pueblo o Ya—. Coincidiendo con los años de la Segunda Guerra Mundial, mantuvo una postura que a veces osciló entre la germanofilia y la anglofilia. Al igual que otros periódicos de la época, llegó a publicar una sección conocida como «Cartas de Berlín» que editaba la propia embajada alemana. Entre 1967 y 1970, bajo la dirección de Torcuato Luca de Tena, el diario tuvo su momento de apogeo y llegó a tener una tirada de 200.000 ejemplares.
En cuanto al ABC de Sevilla, este siguió siendo el más importante de la región andaluza y también uno de los más leídos —especialmente en las provincias de Cádiz, Sevilla y Huelva. Hacia 1964 tenía una tirada de 45.828 ejemplares, la cual seguiría creciendo hasta comienzos de la década de 1970. En sus talleres pasó a editarse desde 1943 la edición sevillana de la Hoja del Lunes. Ya en los últimos años del franquismo ABC llegaría a competir con su rival, El Correo de Andalucía.

### Transición y democracia
Desde los talleres sevillanos de ABC llegó a imprimirse a finales de 1976 un diario vespertino de ámbito hispalense, Informaciones de Andalucía, que sin embargo tuvo una limitada existencia y terminaría siendo un fracaso entre el público. Mayor éxito experimentó el ABC de Sevilla en estos años, bajo la dirección de Nicolás Salas.
En la democracia el ABC resurgió bajo la dirección de Luis María Anson. Algunos autores han señalado su cercanía ideológica y editorial al Partido Popular, y antiguamente a Alianza Popular. Así, en 2005 era el tercer periódico más vendido de España y el más antiguo de Madrid.
En febrero de 2008 el consejo de administración de ABC nombró a Ángel Expósito como director. El 11 de febrero se anunció el fichaje de la plana mayor del diario La Razón. El cambio de dirección fue seguido de un significativo aumento de ventas durante dicho año. El 8 de septiembre de 2010 Bieito Rubido Ramonde sustituyó a Ángel Expósito Mora en la dirección del periódico. Fue presidido por Guillermo Luca de Tena hasta 1998, cuando este fue sustituido por Nemesio Fernández-Cuesta, que fallecería en 2009. Su editora es, también desde 1998, Catalina Luca de Tena y García-Conde.
Durante 2009 se realizó la presentación oficial del fondo documental que alberga ABC.es, disponible para todos los públicos de manera gratuita, que cuenta con cinco millones de páginas que incluyen, además de los más de 60 000 números del diario que se han editado hasta hoy en las ediciones de Madrid y Sevilla, las páginas de revistas y suplementos de la histórica cabecera.

## Línea editorial

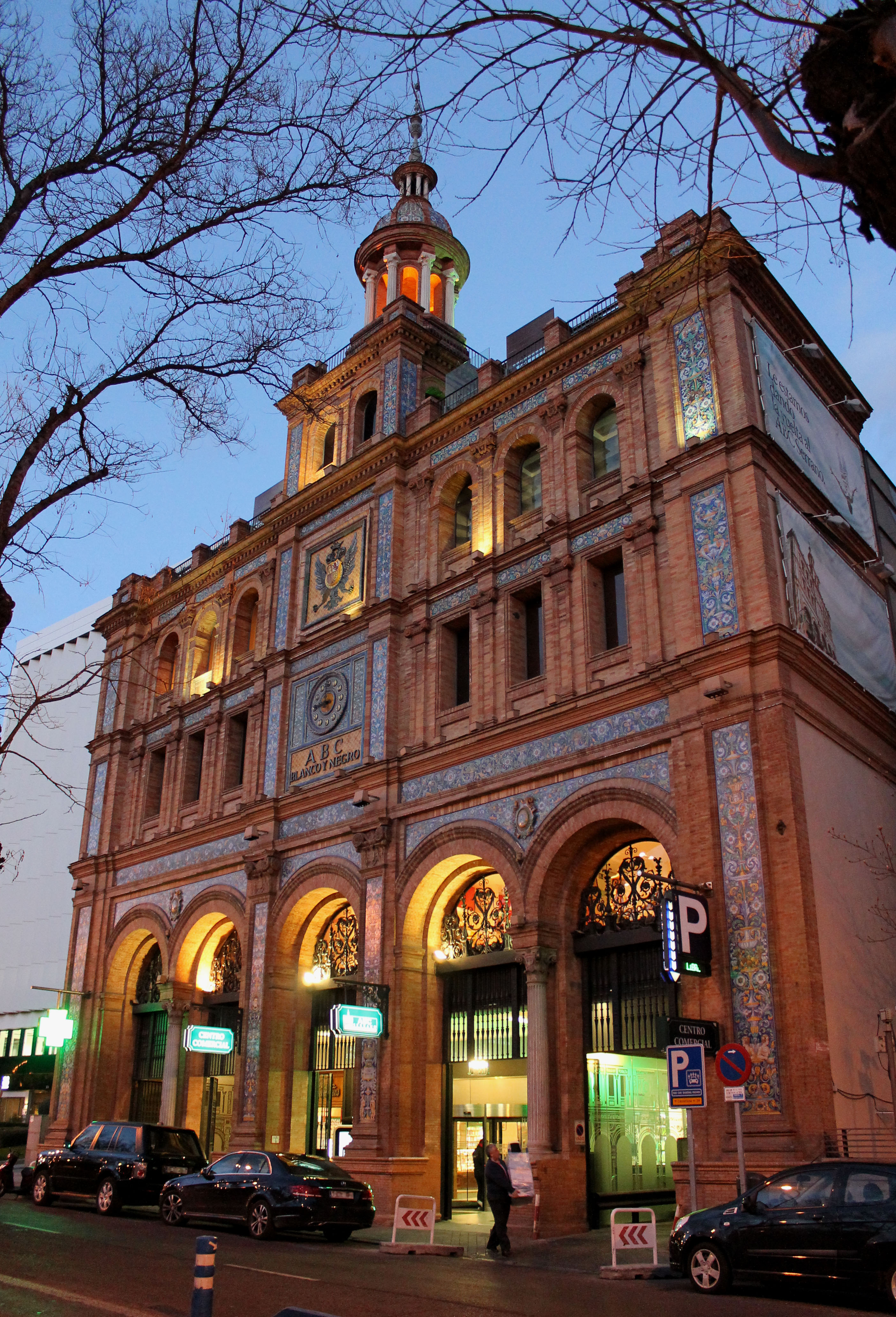
Edificio ABC de Madrid, sede de Blanco y Negro y del diario desde 1899 hasta 1989.

Ha sido definido como un periódico conservador, monárquico y católico. El editorial del 1 de junio de 1905 afirmaba que «en política, (ABC) no seguirá bandera alguna para no mermar su independencia, dentro de la cual se propone vivir sin abdicar uno solo de sus fueros». La empresa editorial, Prensa Española S.A., toma el propio editorial como lugar donde dejar clara su línea ideológica: «Es este primer número de ABC el testimonio de sus propósitos: es su credo, su programa, su plan de trabajo».
En opinión de Jean Michel Desvois, en la primera mitad del siglo «ABC era el diario de la oligarquía, es decir, de la aristocracia, de la gran burguesía, de la Iglesia y, seguramente, de buena parte de la pequeña burguesía reaccionaria de provincias que se sentía solidaria de la clase dominante». Como detallan Emy Armañanzas y Javier Díaz Noci, «la defensa que ABC ha hecho siempre de la Monarquía le trajo problemas en distintas etapas históricas. Durante la República, el Gobierno incautó Prensa Española S.A.; más tarde reaparece ABC, y en ocasiones sucesivas sufre la suspensión porque, aunque era considerado como el gran periódico de oposición, era vigilado de cerca».[cita requerida]
Sus páginas han alternado en distintas etapas las firmas de los colaboradores habituales de ideología liberal-conservadora (José María de Areilza, José María Pemán) con intelectuales marginados por el régimen franquista (José Luis López Aranguren, José Luis Sampedro o Ramón Pérez de Ayala; algunos de ellos acabaron dejando sus páginas), y con colaboradores de la derecha más recalcitrante e incluso de extrema derecha, varios de ellos antisemitas.
Su línea ideológica se complementa con la defensa de la unidad de España y postulados abiertamente anticomunistas, en lo político, y partidario, desde su fundación, de la libertad de mercado, desde el punto de vista económico. En lo social, ha defendido los valores religiosos, en concreto los de la Iglesia católica, y se ha mostrado contrario a cualquier cambio legislativo que quisiera modificar los preceptos católicos, como la Ley del Aborto y sus posteriores modificaciones, aunque se define como laico y no confesional.
Con Luis María Anson al frente del diario, el periódico se sitúa en la oposición política para ejercer como tal, manteniendo una actitud muy crítica con el gobierno de Felipe González. Desde su posición crítica con el Ejecutivo socialista, la dirección de ABC diseñó un proyecto editorial del que el diario El País fue su mayor contrincante en ventas.
Al contrario de lo que sucede en el caso de El País, el libro de estilo de ABC no incluye sus principios editoriales ni cuenta con una especificación amplia de los propósitos de Prensa Española S.A. Para encontrar una referencia precisa, hay que remitirse a la carta que Guillermo Luca de Tena, accionista y editor, escribió a los lectores con motivo del 75 aniversario de ABC (1980), en la que afirmaba que España siempre había sido «la máxima preocupación del diario, compatible con su liberalismo, tomado no como un credo sino como una actitud constante de tolerancia». Recordaba los problemas que la postura ideológica asumida había ocasionado a ABC en las diferentes etapas históricas. En la misma línea, afirmaba que «si en anteriores etapas de su vida ABC sirvió de reducto al sentimiento nacional, si en otras fechas su declarado monarquismo sirvió para mantener en alto muchas ilusiones, hoy consagramos todo nuestro esfuerzo a una ardiente y sincera voluntad de concordia».

## Colaboradores
Entre los colaboradores que tuvo durante el siglo XX figuraron: Hilda de Toledano (seudónimo literario de María Pía de Sajonia-Coburgo Gotha y Braganza), la condesa Emilia Pardo Bazán, Valle Inclán, Azorín, José María Pemán, Pedro J. Ramírez, Federico Jiménez Losantos, Carlos Luis Álvarez (bajo el seudónimo de Cándido), Jaime Campmany, Julián Marías o César Alonso de los Ríos. En el apartado de humor Antonio Mingote y José Luis Martín Mena colaboraron hasta su fallecimiento. Durante las décadas de 1920 y 1930 colaboró el dibujante y caricaturista Joaquín Xaudaró, además de Ricardo García López «K-Hito» y Pedro Antonio Villahermosa «Sileno»; y tras la guerra civil, Paco Ugalde.
Colaboradores más recientes son: Antonio Burgos, Ignacio Camacho, Manuel Martín Ferrand, Carlos Herrera Crusset, Irene Lozano, Curri Valenzuela, Juan Manuel de Prada, Isabel Durán, Hermann Tertsch, Jaime González, José María Carrascal y Edurne Uriarte. Entre los humoristas: Puebla, Máximo San Juan («Máximo») y Antonio Mingote, que publicó su viñeta diariamente desde 1953 hasta su fallecimiento en 2012. En la sección deportiva: Enrique Guasch, Gonzalo Miró, Míchel González y José Manuel Cuéllar.

## Listado de directores
- Torcuato Luca de Tena y Álvarez Ossorio (1903-1929)
- Juan Ignacio Luca de Tena (1929-1936)
- Luis de Galinsoga (1936)
- Augusto Vivero (1936)
- Elfidio Alonso (1936-1938)[43]
- Mariano Espinosa (1938-1940)
- José Losada de la Torre (1940-1946)
- Ramón Pastor (1946-1952)
- Torcuato Luca de Tena Brunet (1952-1953)
- Luis Calvo (1953-1962)
- Torcuato Luca de Tena Brunet (1962-1975)
- José Luis Cebrián (1975-1977)
- Guillermo Luca de Tena (1977-1983)
- Luis María Anson (1983-1997)
- Francisco Giménez (1997-1999)
- José Antonio Zarzalejos (1999-2004)
- Ignacio Camacho (2004-2005)
- José Antonio Zarzalejos (2005-2008)
- Ángel Expósito (2008-2010)
- Bieito Rubido (2010-2020)
- Julián Quirós (2020-)

## Tirada
Según datos certificados por la Oficina de Justificación de la Difusión (OJD) y referidos al período de julio de 2010 a junio de 2011, el promedio mensual de edición de ABC fue de 314 271 ejemplares y el de difusión de 242 154. Referidos al período de julio de 2011 a junio de 2012, el promedio de edición de ABC fue de 258 329 ejemplares y el de difusión de 190 749. Según el Estudio general de medios llega a 660 000 lectores, entre sus ediciones en papel y las digitales.